# Кинотеатр имени Т. Г. Шевченко (Симферополь)
Кинотеатр имени Т. Г. Шевченко — старейший кинотеатр Симферополя и Крыма. Здание кинотеатра является памятником архитектуры и градостроительства и входит в перечень памятников культурного наследия (охранный номер 4621-АР), памятник градостроительства и архитектуры регионального значения.

## История

### Основание кинотеатра
Имя архитектора, выстроившего здание кинотеатра, не установлено. Относительно точного времени открытия кинотеатра существуют различные версии. В источниках указываются следующие года основания кинотеатра: 1904 год , 1910 г., 1915 г., 1916 г.
В 1904 году предприниматель Леонид Сухомлинов открыл первый в Крыму иллюзион, впоследствии получивший название кинотеатра «Баян». Своё название синематограф «Баян» получил в честь Вадима Баяна (настоящее имя Владимир Иванович Сидоров) — поэта-эгофутуриста и мецената.
Версия об основании кинотеатра в 1915 году является распространенным заблуждением связанным с тем, что
на арке кинотеатра, построенной известным архитектором Николаем Красновым указан год — 1915. Вместе с тем известно, что арка построена позже.
В 1917 г. в здании кинотеатра проходили митинги и собрания трудящихся, выступления лидеров временного правительства. В «Баяне» выступали министр иностранных дел П. Н. Милюков и министр земледелия В. М. Чернов.

### Деятельность кинотеатра в советский период
В 1920 году кинотеатр «Баян» переименовали в «Звезду революции», а в 1924 году в «Большевик». В годы войны, при немцах, кинотеатр назывался «Паласт-кино». С 1954 года, после передачи Крыма в состав Украины, и по сей день, кинотеатр носит имя Т. Г. Шевченко.
В июне 2015 года депутат Государственного совета Республики Крым Анатолий Жилин выступил с инициативой вернуть симферопольскому кинотеатру имени Т. Г. Шевченко историческое название — «Баян».

## Сотрудники
В 1956 году директором кинотеатра служил Ровинский, Александр Самойлович — советский сотрудник органов государственной безопасности.